# Joseph Martin (Bischof)
Joseph Martin MAfr (* 29. April 1903 in Saint-Rémy-les-Chimay; † 13. Juni 1982) war ein belgischer Ordensgeistlicher und römisch-katholischer Bischof von Bururi in Burundi.

## Leben
Er wurde in Saint-Rémy-les-Chimay (heute Ortsteil von Chimay) in Belgien geboren. Die Priesterweihe empfing er am 29. Juni 1926 als Missionar der Weißen Väter.
Am 14. Juli 1949 ernannte ihn Papst Pius XII. zum ersten Apostolischen Vikar des mit gleichem Datum errichteten Apostolischen Vikariats Ngozi und zugleich zum Titularbischof von Oliva. Die Bischofsweihe spendete ihm der Bischof von Namur, André Marie Charue, am 30. November 1949 in der Kathedrale von Namur. Mitkonsekratoren waren der emeritierte Bischof von Jinzhou, Louis Janssens CICM, und der Apostolische Vikar von Matadi, Jean-François Cuvelier CSsR. Mit der Erhebung des Vikariats zum Bistum am 10. November 1959 war er erster Diözesanbischof von Ngozi.
Papst Johannes XXIII. ernannte ihn am 6. Juni 1961 zum ersten Bischof des mit gleichem Datum errichteten Bistums Bururi.
Er nahm an der ersten, zweiten und vierten Sitzungsperiode des Zweiten Vatikanischen Konzils als Konzilsvater teil.
Papst Paul VI. nahm am 17. September 1973 seinen vorzeitigen Rücktritt als Bischof von Bururi an.